# دژمنده
دژمنده یا شهر زیرزمینی خوئین یک مکان زیرزمینی بی همتا در روستای خوئین از توابع استان زنجان است، که دارای دالان بلندی زیر زمینی است که اتاق‌های گوناگونی در آن وجود دارد و تصویر بازارچه و محله‌ای را در ذهن تداعی می‌کند که گویی در زمان‌های ویژه‌ای مردم از آن به عنوان محل اختفا یا پناهگاه استفاده می‌کرده‌اند. این پناهگاه زیرزمینی در عمق تقریبی ۴ متر از سطح زمین ایجاد شده است.
هنوز شناخته نشده است که برای چه اهدافی این دژ زیرزمینی مستحکم ساخته شده است.
در انتهای راهروی اصلی دژمنده یک درب اصلی قرار دارد. یک کتیبه‌ی سنگی وجود دارد که باز و بسته می‌شود نوشته ای دارد که به طور کامل ترجمه نشده است.
انتهای سالن بسته است.
طبق گفته‌های گذشتگان کتیبه‌ی بزرگتری وجود دارد که چون راه آن بسته است در دسترس نمی‌باشد.

## پیشیه
برخی پیشیه آن را به دوران استیلای مغولان بر ایران تخمین می‌زنند و برخی به دوره سلجوقیان.
از آنچه پیدا این مکان در گذشته به یک عنوان پناهگاه که با یک سیستم تهویه طبیعی و دارای چند طبقه بر روی یکدیگر ساخته شده بوده است و مورد استفاده ساکنین آن منطقه بوده است.
بر روی در سنگی که در میانه این غار وجود دارد جمله‌ای پیکر تراشی شده که تا به امروز رمز گشایی نشده است.

## ویرانی
شوربختانه به علت عدم رسیدگی مسئولان استان زنجان به این مکان ارزشمند تاریخی و نفوذ آب و رطوبت به سقف و دیواره‌ها و جمع شدن سیلاب‌ها در طی سالیان دراز در کف این مکان دژمنده تاریخی خوئین در معرض تخریب فرسایشی قرار دارد.